# Полк Рухуну
Полк Рухуну — расформированный резервный полк Армии Шри-Ланки. Полк был создан в 1954 году в Галле с деташементом в Матара. Однако уже в 1956 году полк был расформирован в связи с приходом к власти левых и занятием кресла премьер-министра Цейлона Соломоном Бандаранаике, так как он считал полк лояльным к оппозиции. На основе резервистов части в 1962 году был создан полк Джемуну Вотч. Созданный вместе с полком Стрелки Раджарата, это был один из трех полков в армии Шри-Ланки, которые формировались по территориальному признаку.